# 新兴郡 (东晋)
新兴郡，中国南北朝时设置的郡。
今山西省忻州市的新兴郡被汉赵占据，东晋晋元帝侨置新兴郡，属荆州。治所在广牧县（今湖北荆州市荆州区东）。刘宋、南齐、南梁沿置，后梁时下辖广牧县、定襄县、安兴县，安兴县为实土县。隋文帝开皇七年（587年）隋灭后梁，废新兴郡，广牧县、定襄县、安兴县直属荆州。